# Nissan Lucino

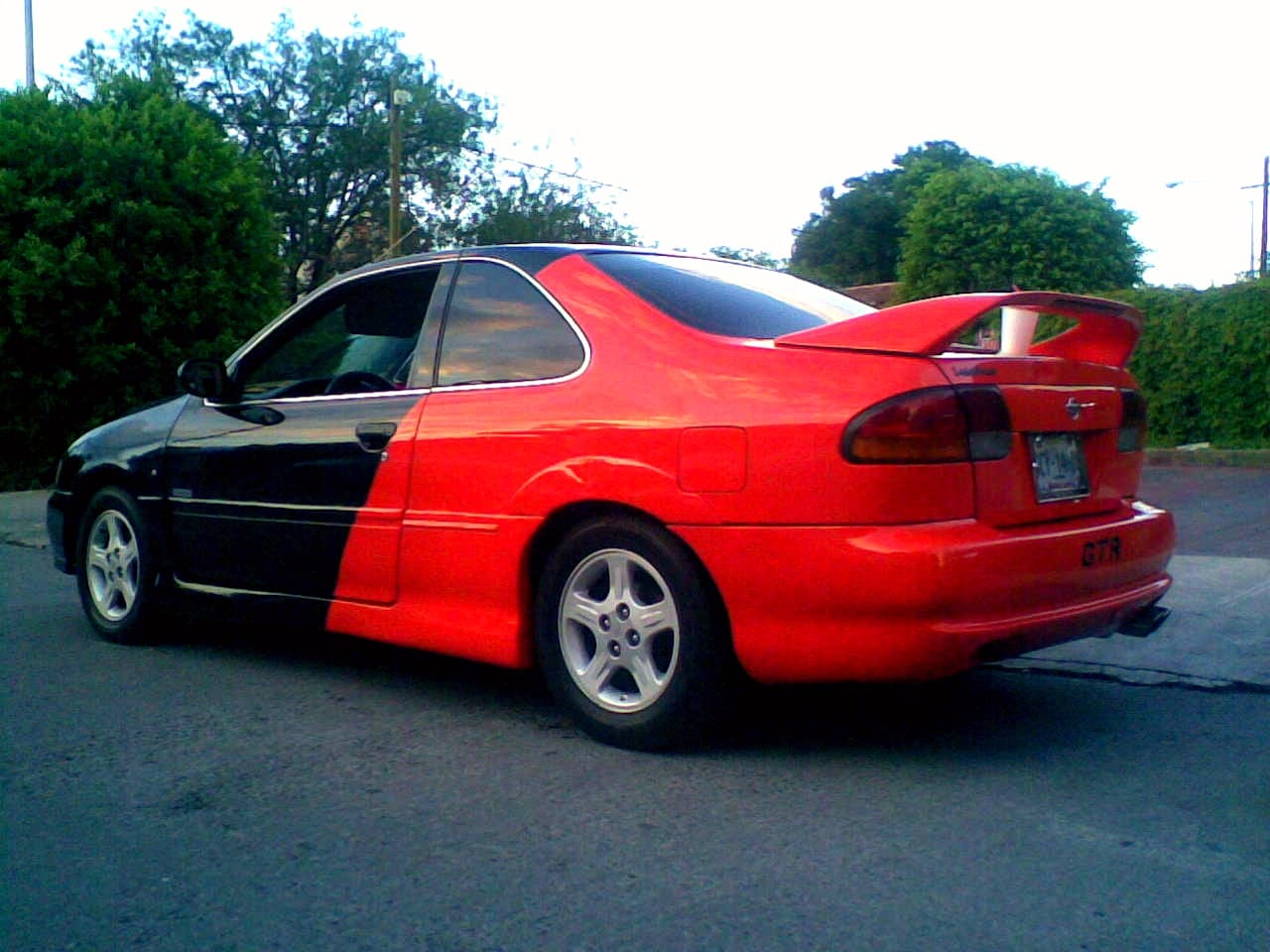
Nissan Lucino GTR

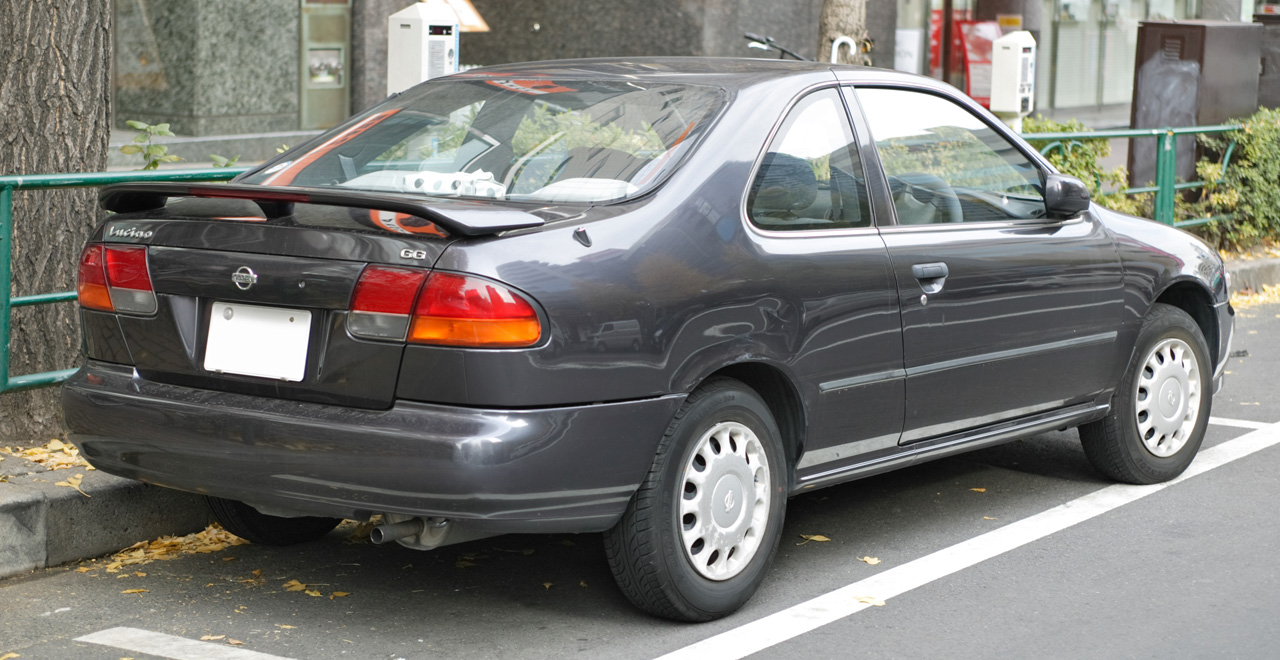
Nissan Lucino coupé (Japón)

El Lucino fue un modelo coupé de la compañía automotriz japonesa Nissan, disponible en el mercado en Japón, Latinoamérica y Norteamérica entre 1996 y 2000. Contaba con la opción de dos motores, ya fuera de 1.6L o de 2.0L. El modelo para el continente americano fue manufacturado durante su último periodo en la planta de Aguascalientes de Nissan Mexicana S.A. de C.V.
 Este fue uno de los últimos modelos representativos de Nissan antes de iniciar el periodo del primer CEO no japonés, Carlos Ghosn.
En México el Lucino se vendió entre 1996 y 2000 bajo su nombre original de Japón. A los clientes norteamericanos se les ofreció el coupé como Nissan 200SX entre 1995 y 1998, para los años modelo del mismo. En México, dos versiones estaban disponibles: GSE con el motor de 1.6 litros y GSR con la unidad 2.0 litros este último tenía una opción con un kit aerodinámico de la marca Airdesing denominada GTR. 
El desglose del código del motor es el siguiente:
- SR - Motor
- 20 - 2.0 litros
- D - Cámaras dobles en cabeza
- E - Inyección electrónica de combustible